# 神戸女学院大学の人物一覧
神戸女学院大学の人物一覧（こうべじょがくいんだいがくのじんぶついちらん）は、神戸女学院大学に関係する人物の一覧記事。

## 創立関係者
- オティス・ケーリ - 初代理事長

## 教職員

### 元教職員
- 石川康宏 - 経済学者
- 内田樹 - 思想家、2011年3月末まで文学部教授
- 川澄健一 - 作曲家

## 著名な出身者

### 政界・行政・法曹
- 山崎晴恵 - 宝塚市長、弁護士
- 上西小百合 - 元衆議院議員
- 桑原久美子 - 元参議院議員

### 財界
- 岡田直子 - ネットワークコミュニケーションズ代表取締役、日特建設取締役、ローランド ディー. ジー.取締役

### 研究者・学者
- 伊藤良子 - 京都大学名誉教授
- 今泉志奈子 - 愛媛大学教授
- 臼井雅美 - 同志社大学教授
- 荻野美穂 - 大阪大学名誉教授
- 小泉恭子 - 元大妻女子大学教授
- 武田清子-国際基督教大学名誉教授
- 田邉欧 - 大阪大学教授
- 新野緑 - 神戸市外国語大学名誉教授
- 堀江珠喜 - 大阪府立大学名誉教授
- 松木光子 - 元日本赤十字北海道看護大学学長
- 由本陽子 - 大阪大学名誉教授、新村出賞

### 文学
- 江戸雪 - 歌人
- 真珠まりこ - 絵本作家
- 玉岡かおる - 作家 『天涯の船』、『クォーター・ムーン』など
- 東直子 - 歌人
- 牧野文子 - 作家、イタリア文学翻訳家。
- 松岡享子 - 英米児童文学の翻訳家
- 由起しげ子 - 作家（中退）
- 若林理央 - ライター、コラムニスト

### 芸術
- 石浜みかる - 評論家
- 今道しげみ - 写真家
- 岩谷時子 - 越路吹雪のマネージャー、作詞家
- 植田景子 - 演出家
- 岡谷かおり - ピアニスト
- 敷地文江 - 作曲家
- 丸尾喜久子 - 作曲家
- 太宰まり - オルガニスト
- 前田綾子 - 東京佼成ウインドオーケストラフルート奏者
- 成尾亜矢子 - ピアニスト、2003年「第53回ミス日本コンテスト」準ミス日本受賞
- 増井孝子 - 映画評論家
- 三島有紀子 - 映画監督
- 山本智子[1] - 声楽家

### 芸能
- 園佳也子 - 女優
- 植田佳奈 - 声優
- 西村美保 - 元タレント、金子貴俊の妻
- 春日井美紀 - 元タレント
- 長谷川純子 - モデル
- 角梨枝子 - 女優（中退）
- 大久保麻梨子 - グラビアアイドル、女優
- 大津びわ子 - ラジオパーソナリティ
- 小林亜紀子 - 元女優、高橋英樹の妻で高橋真麻の母
- 花田千映子 - タレント
- 山中絢子 - タレント
- 長内映里香 - 女優
- 花岡麻里名 - 元ミス日本、舞台女優・ピラティスインストラクター
- 鈴木Mob. - アイドル（にっぽんワチャチャの元メンバー）

### マスコミ

#### アナウンサー
NHK
- 山本美希

関西の民放
- 杉本なつみ - 関西テレビ放送
- 中村秀香 - 読売テレビ
- 古川圭子 - 毎日放送

その他の民放
- 浅井批文 - テレビせとうち
- 笛吹雅子 - 日本テレビ、現在は報道局ニュースキャスター
- 岡村帆奈美 - 元山陰放送→テレビ神奈川
- 奥田麻衣 - テレビ新潟放送網→四国放送→西日本放送
- 出口麻綾 - テレビ西日本

フリー
- 赤江珠緒 - 元朝日放送
- 石崎佳代子 - 元テレビ愛媛→フリー→元福岡放送
- 有働由美子 - 元NHK
- 鎌田香奈 - 元チューリップテレビ
- 武内陶子 - 元NHK
- 永井由起子
- 久本真菜 - 元瀬戸内海放送→元テレビ神奈川
- 平川彩佳 - 元山陰放送
- 藤岡由佳 - 元関西テレビ放送
- 吉見由香 - 元京都放送

引退
- 上山美紀 - 元福島テレビ
- 合田倫子 - 元名古屋テレビ放送→元九州朝日放送→元フリー
- 高井美紀 - 毎日放送、在職中に死去
- 龍田梨恵 - 元テレビ東京
- 東優花 - 元テレビユー福島

### その他
- 岡田美知代 - 田山花袋作『蒲団 (小説)』の作中人物である横山芳子のモデル